# Musculus costulatus
Musculus costulatus är en musselart. Musculus costulatus ingår i släktet Musculus och familjen blåmusslor. Inga underarter finns listade i Catalogue of Life.